# Trichogyne pilulifera
Trichogyne pilulifera là một loài thực vật có hoa trong họ Cúc. Loài này được (Schltr.) Anderb. miêu tả khoa học đầu tiên năm 1991.